# Maxomys surifer
Maxomys surifer — вид пацюків (Rattini) з М'янми, Таїланду, Малайзії, Камбоджі, Лаосу, В'єтнаму, провінції Юньнань (Китай), островів Ява, Борнео й Суматра.

## Морфологічна характеристика
Довжина голови й тулуба від 170 до 226 мм, довжина хвоста від 149 до 227 мм, довжина лапи від 32 до 47 мм, довжина вуха від 20 до 28 мм, вага до 284 грамів. Волосяний покрив короткий і колючий. Верхні частини оранжеві чи червонувато-коричневі, темніші вздовж хребта і з численними короткими темними колючими волосками. Вуха темно-коричневі, колір потилиці простягається під горло, утворюючи комір. Черевні частини білі, з безліччю пухнастих колючих волосків. Лінія розділу між двома частинами чітка. Спинні частини ніг вохристі. Лапи білі. Хвіст такий же, як голова і тіло, темно-коричневий зверху і білий знизу і в останній третині чи четвертині. Каріотип 2n = 52, FN = 64–66.

## Середовище проживання
Мешкає в первинних лісах і в близькому сусідньому середовищі, але не у вторинних лісах до 1680 метрів над рівнем моря.

## Спосіб життя
Це нічний і наземний вид. Харчується частинами рослин, корінням, опалими плодами, комахами, равликами та дрібними хребетними. Зберігають горіхи у власних норах.